# Westermann Gruppe
Die Westermann Gruppe mit Hauptsitz in Braunschweig gehört zu den bedeutendsten deutschen Anbietern von Bildungsmedien und ist eines der größten Verlagshäuser im deutschsprachigen Raum. Das Unternehmen umfasst bekannte Verlagsmarken wie Arena, Bildungsverlag EINS, Diesterweg, LÜK, Schöningh, Schroedel, Westermann und Winklers. Die Westermann Gruppe stellt Medien für die allgemeine und die berufliche Bildung, Lernsoftware, Lernspiele, Fachzeitschriften, Online-Bildungsangebote, Atlanten, kartographische Erzeugnisse, Kinder- und Jugendbücher sowie Sachbücher her. Eines ihrer bekanntesten Produkte ist der Diercke Weltatlas. Zur Unternehmensgruppe gehören außerdem Druckereien und Servicebetriebe.
Über fünf Generationen hinweg in Familienbesitz, ging die Unternehmensgruppe 1986 schließlich in den Besitz der Medien Union (Sitz in Ludwigshafen am Rhein) über.

## Geschichte

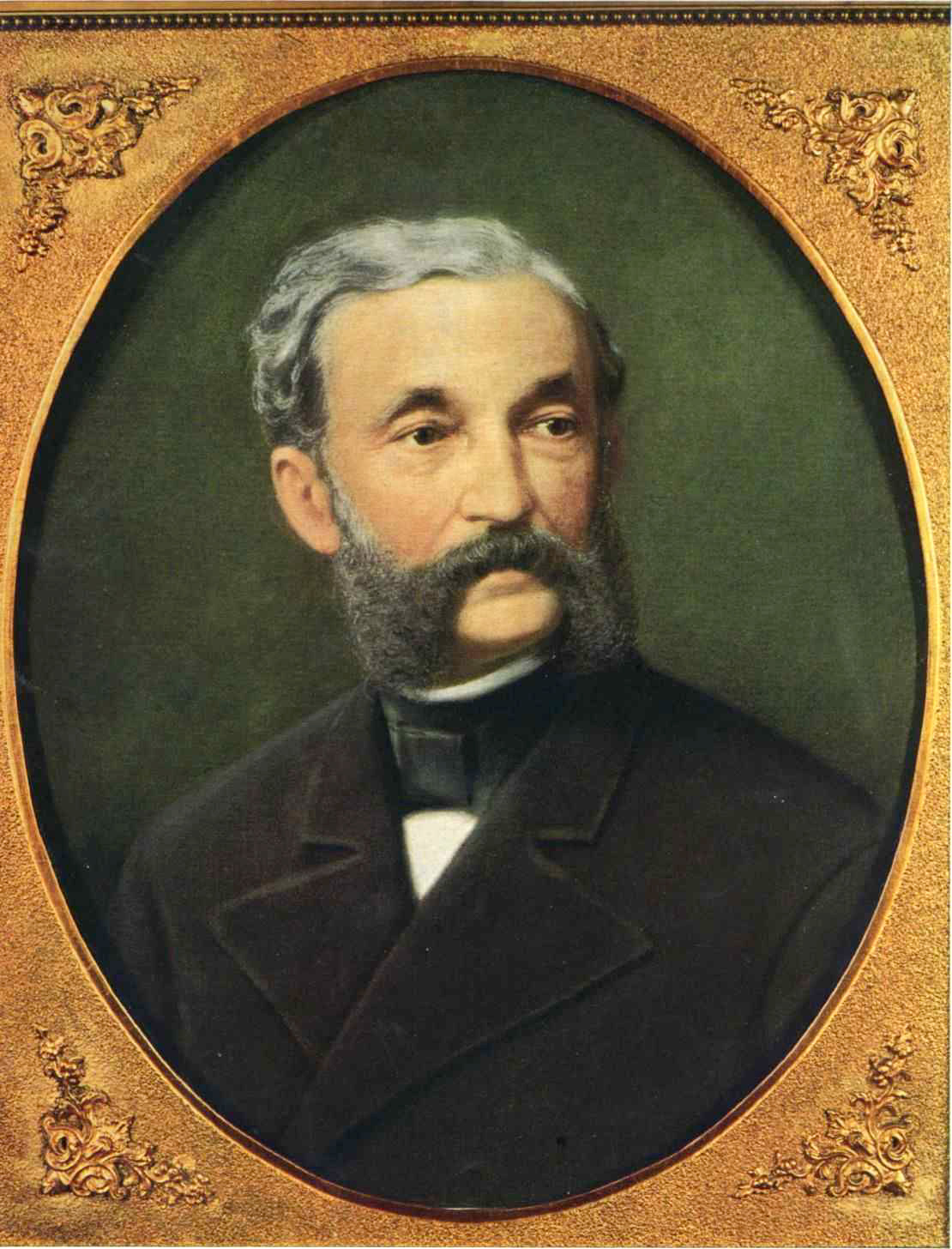
George Westermann

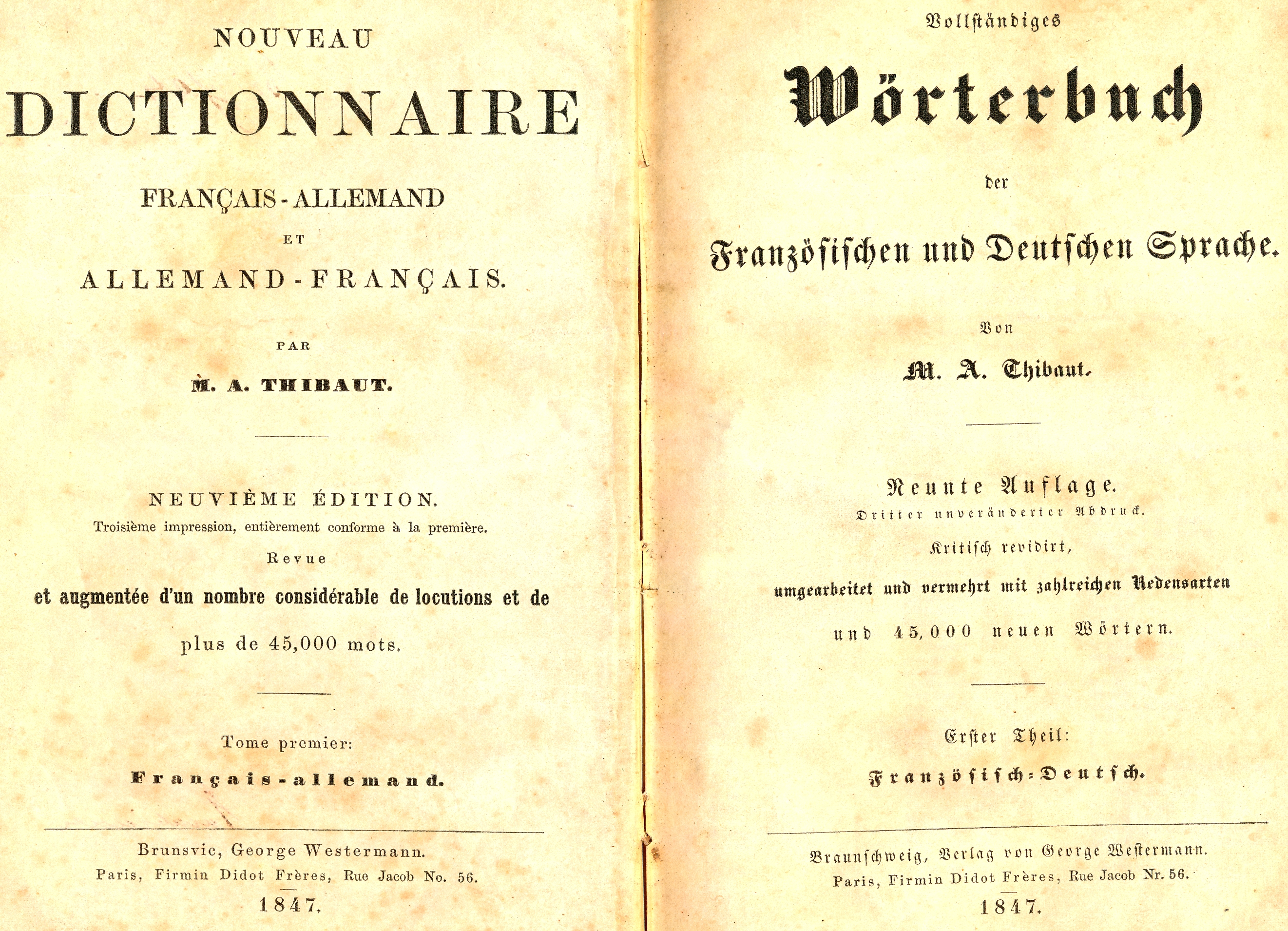
M. A. Thibaut : Vollständiges Wörterbuch der Französischen und Deutschen Sprache, ab 1846 erschienen bei George Westermann, Braunschweig (Doppel-Titelseite)

### Von der Unternehmensgründung bis zum Ende des Zweiten Weltkriegs
Am 21. Mai 1838 gründete George Westermann (1810–1879) mit Unterstützung des Verlegers Eduard Vieweg eine Verlagsbuchhandlung in Braunschweig. Er verlegte vor allem Wörterbücher, Belletristik und Atlanten. 1845 errichtete Westermann eine eigene Druckerei, ab 1849 wurde das Medienangebot durch einen Zeitschriftenverlag erweitert. Der erste Schulatlas erschien 1853. Westermann hatte eine kartographische Anstalt aufgebaut, die die Produktion von Atlanten ermöglichte. Nach dem Tod von George Westermann übernahm 1879 sein Sohn Friedrich Westermann (1840–1907) gemeinsam mit den weiteren Erben und dem Prokuristen Robert Brandt den Verlag. Im Jahr 1883 wurde der erste Diercke Schulatlas herausgegeben. 1889 wurde Friedrich Westermann alleiniger Inhaber des Verlags.
1907 übernahm Georg Westermann (1869–1945) den Westermann-Verlag. Am 1. Juli 1908 wurde aus dem Verlag eine Kommanditgesellschaft; nach dem Ausstieg des Prokuristen Robert Brandt im selben Jahr wurden Johannes Himstedt, Paul Krösing und Max Robert Hoffmann als neue Prokuristen benannt. In den Jahren 1912/13 zog der Verlag aus der Innenstadt, wo ab den 1840er-Jahren das erste eigene Geschäftshaus lag, an den Stadtrand in den Riddagshäuser Weg (die heutige Georg-Westermann-Allee), um mehr Raum für den Betrieb der Druckerei zu haben. Dort wurde auch die erste Offsetdruckpresse installiert. Im selben Jahr wurde in Berlin ein Zweigsitz eingerichtet. 1914 stieg der Verlagskaufmann Hans Reichel als persönlich haftender Mitinhaber in die Firmenleitung ein, während sich Georg Westermann aus dem aktiven Verlagsgeschäft zurückzog.
1917 wurde der Verlag erweitert: Der Verleger Alfred Janssen (1865–1935) verkaufte in diesem Jahr seinen 1891 in Leipzig gegründeten und 1899 nach Hamburg gezogenen „Verlag Alfred Janssen“ an Georg Westermann. Janssen hatte unter anderem das Werk Gustav Falkes verlegt. Während des Ersten Weltkriegs diente Westermann als Reserveoffizier. 1922 stieg er aus der Firmenleitung aus und zog nach Potsdam, wo er 1945 starb.
Nach dem Ersten Weltkrieg erschien erstmals Westermanns Weltatlas, der Geschichte, Wirtschaft und Geographie vereinigte. Dieses Werk erschien in vielen Auflagen und Ausgaben bis zum Ende der 1930er-Jahre. Für diese verlegerische Leistung erhielt Hans Reichel die Ehrendoktorwürde der Universität Greifswald.
In diese Zeit fiel auch der Ausbau des Lehrmittelverlages, dessen erste Landkarten zwar schon 1903 erschienen und nunmehr – zu einer breiten Palette ausgebaut – an Schulen und Behörden verkauft werden konnten. Eine wesentliche Ausweitung der Kartographie brachte 1931 der Erwerb der Firma Carl Flemming & Wiscott in Glogau mit sich, deren „Generalkarten“ von Westermann für etwa 15 Jahre weitergeführt und ausgebaut wurden. Georgs jüngerer Sohn Everhard Westermann (1905–1973) trat 1931 als persönlich haftender Gesellschafter in das Unternehmen seines Urgroßvaters ein. Georg Mackensen (1895–1965) trat 1933 in den Verlag ein und wurde zwei Jahre später persönlich haftender Gesellschafter. Nachdem 1935 Hans Reichel und sein Sohn Hellmut aus dem Unternehmen ausgeschieden waren, befand sich das Unternehmen bis 1986 wieder ungeteilt im Besitz der Familien Westermann und Mackensen. Die Nachfolger Georg Mackensens waren seine beiden Neffen Jürgen Mackensen und Gerd Mackensen sowie der Schwiegersohn des Urenkels von George Westermann, Dirk Tebbenjohanns.
Während der Zeit des Nationalsozialismus kooperierte der Verlag mit der NSDAP. Verlegt wurden den Nationalsozialisten nahestehende Autoren wie Hjalmar Kutzleb, Thor Goote und Heinrich Eckmann, der „Dichter des Nationalsozialismus“ Georg Stammler und insbesondere auch die „antisemitisch geifernde“ Literaturgeschichte von Adolf Bartels. Ab 1938 erschien in Großauflage die Propagandaschrift „Ewiges Deutschland“. In der Festschrift zum hundertjährigen Bestehen des Verlags von 1938 wird als Maxime für die künftige Verlagsarbeit die „Bekenntnis zum werdenden Reich des ewigen Deutschland“ formuliert. Der Buchhandels- und Verlagshistoriker Reinhard Wittmann urteilt über die Rolle von Westermann im Dritten Reich: „Tiefer hat sich wohl kein »bürgerlicher« Verlag ins braune Revier begeben.“

### Vom Ende des Zweiten Weltkriegs bis 2000
Nach dem Ende des Zweiten Weltkriegs wurden zunehmend pädagogische Fachzeitschriften und Materialien für den Unterricht herausgegeben. Eine der ersten neuen Publikationen des Verlags nach Kriegsende dürfte die 1948 in der Reihe Westermann-Texte erschienene 40-seitige Nacherzählung von A. A. Milnes Buch Pu der Bär (engl. orig. Winnie-the-Pooh) gewesen sein. Diese Übersetzung ging zurück auf eine Initiative des im britischen Exil von deutschen Emigranten gegründeten German Educational Reconstruction Committee.
Die Verlagsgruppe wies in der Folge ein durch Zukäufe begünstigtes ständiges Wachstum auf, etwa durch den Zukauf des Heinz-Vogel-Verlages 1968. In den Jahren 1977/78 wurde die erste Vierfarben-Rollenoffsetanlage in der Braunschweiger Druckerei installiert. 1979 erwarb Westermann den Würzburger Arena Verlag für Kinder- und Jugendliteratur. Einen bedeutenden Umbruch brachte das Jahr 1986: Die Unternehmensgruppe ging aus Familienbesitz in den Besitz der Medien Union mit Sitz in Ludwigshafen am Rhein über. Erster Geschäftsführer war Jürgen Richter, 1994 folgte Hans-Dieter Möller, der im März 2014 von Ralf Halfbrodt abgelöst wurde. 2020 übernahm Sven Fischer die den Vorsitz der Geschäftsführung. Im Zuge der Deutschen Wiedervereinigung 1990 erwarb die Westermann Gruppe die Druckerei Grafische Werke Zwickau aus den Händen der ehemaligen Chemnitzer Bezirkszeitung Freie Presse und bereitete ihre Schulbücher und Atlanten für alle Bundesländer neu auf.
In den Jahren 1990 bis 1994 erweiterte der Verlag sein Angebot durch die Computerkartographie und erste interaktive CD-ROMs, außerdem kamen ein Info-Zentrum in Leipzig und weitere Standorte in Deutschland und Österreich hinzu. 1997 richtete die Gruppe eine eigene Website mit Online-Katalog ein und installierte 1998 zwei Computer-to-Plate-Plattenbelichtungsanlagen in der Druckvorstufe. Weitere Neuerungen in den grafischen Betrieben waren eine einheitliche Druckereisoftware, der Ausbau der Post-Press-Abteilung (Weiterverarbeitung), eine Verbundanlage zur Buchfadenheftung und eine Strecke für Deckenband-Fertigung.
Im Jahr 1998 übernahm die Westermann Gruppe den auf Medien für die kaufmännische Aus- und Weiterbildung spezialisierten Winklers Verlag aus Darmstadt. 2007 wurde der Verlag an den Hauptsitz Braunschweig verlegt. Bereits 2004 war Winklers zusammen mit anderen Verlagsmarken zum Verlagsverbund Bildungshaus Schulbuchverlage (heute: Westermann Bildungsmedien Verlag) zusammengelegt worden.

### Seit 2000

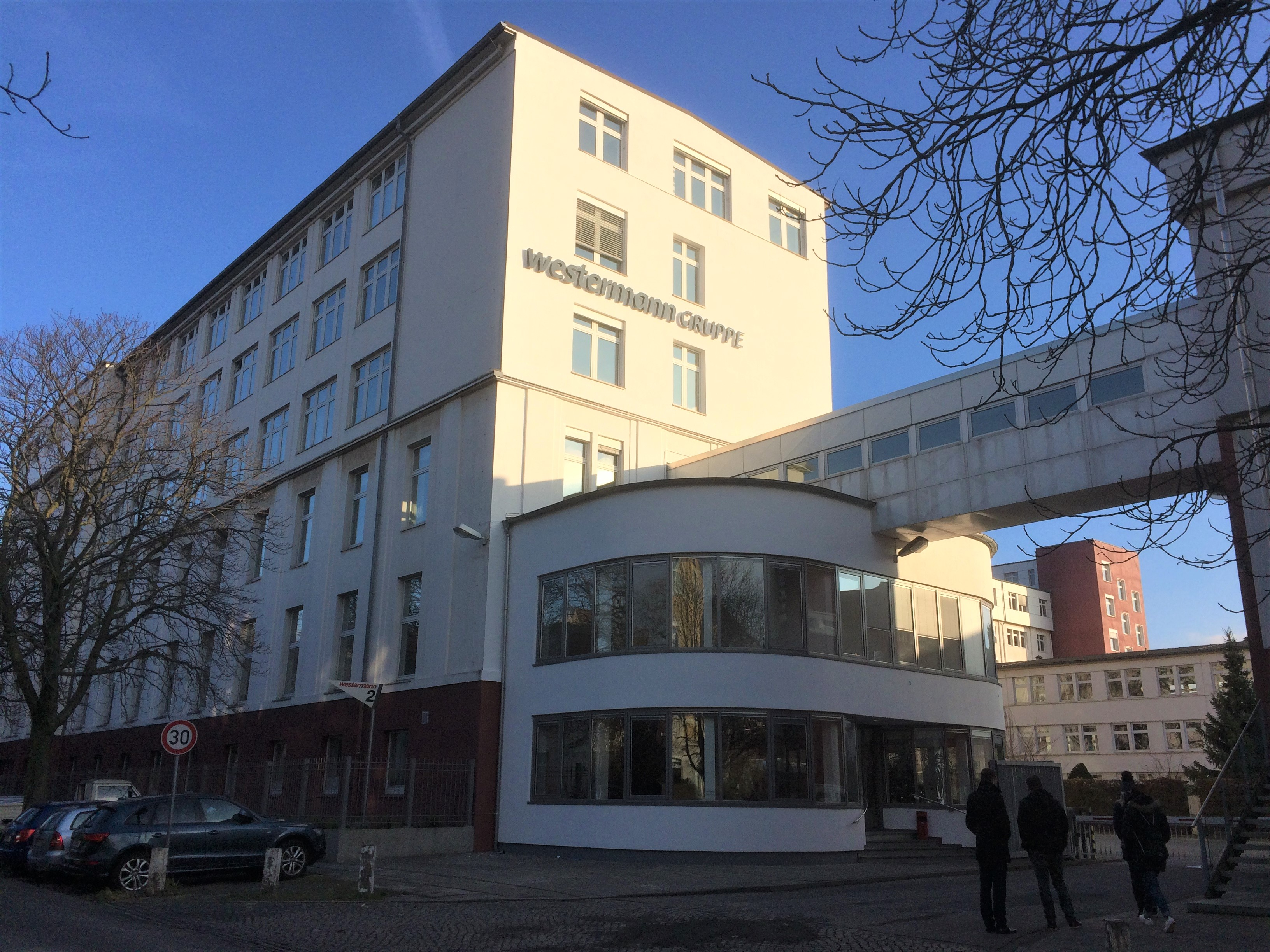
Gebäude der Westermann Gruppe in Braunschweig

Der Arena Verlag übernahm im Jahr 2000 das Programm des seit 1818 bestehenden Ensslin Verlages. Im April 2002 erwarb die Westermann Gruppe den Paderborner Schöningh Verlag. Im November des Jahres vergrößerte sie sich durch den Zukauf einiger Schulbuchverlage, welche die Verlagsgruppe Georg von Holtzbrinck unter dem Namen Das Bildungshaus geführt hatte. So kamen die Verlage Advesco-Schubi (Schaffhausen), Logo und Spectra (Essen), Moritz Diesterweg (Frankfurt am Main), Schroedel (Hannover) und die Schroedel-Tochter BMS Bildungsmedien Service (heute: Westermann Service und Beratung) zu Westermann. Die meisten dieser zugekauften Verlage zogen 2003/04 nach Braunschweig um. Diese Bündelung der Aktivitäten am Stammsitz der Westermann Gruppe sollte deren Verbesserung der Wettbewerbsposition gegenüber den größten Konkurrenten Cornelsen und Klett dienen, brachte allerdings auch die Streichung von rund 100 Arbeitsplätzen mit sich.
In den Jahren 2012/13 baute die Westermann Gruppe ihr Portfolio im Bereich der beruflichen Bildung durch den Zukauf des Bildungsverlags EINS weiter aus. Auch die übrigen verlegerischen Aktivitäten zur Berufsbildung (vertrieben unter den Verlagsmarken Westermann und Winklers) wurden im Zuge dessen am Standort Köln gebündelt.
Seit Ende 2017 wird im Zuge der Einführung der „Dachmarken-Strategie“ der Abschied von den traditionellen Verlagsmarken im Bildungsmarkt eingeleitet: Neu erscheinende Titel und Produkte zeichnen sich durch ein einheitliches Corporate Design aus und tragen zusätzlich zur Verlagsmarke das Logo der Westermann Gruppe. Langfristig soll die Verlagsmarke komplett durch das Westermann-Logo abgelöst werden.

## Gliederung der Westermann Gruppe
Die Westermann Gruppe ist im Wesentlichen in die Sparten Verlage, Druckereien und Service aufgeteilt; hinzu kommen die regional in Deutschland verteilten Medienzentren. Vom Hauptsitz Braunschweig abweichende Standorte sind jeweils hinter der Firmierung angegeben. (Stand: Mai 2019)
a) Verlage
- Arena Verlag GmbH (Würzburg)
- Westermann Bildungsmedien Verlag GmbH (Standorte: Braunschweig und Paderborn)
- Westermann Berufliche Bildung GmbH (ehem. Bildungsverlag EINS GmbH) (Köln)
- Blue Duck Education/Mangahigh (London)[14]
- Westermann Lernwelten GmbH (beinhaltet die Marken LOGO Lern-Spiel, LÜK und Spectra Lehrmittel)[15] (Braunschweig und Schaffhausen)
- Westermann Schweiz AG (Schaffhausen)
- Westermann Dorner GmbH (ehem. Verlag E. Dorner) (Wien)
- Westermann Jugend & Volk GmbH (ehem. Verlag Jugend & Volk GmbH) (Wien)
- Hölzel Verlag (Wien)

b) Druckereien
- Westermann Druck GmbH
- Westermann Druck Zwickau GmbH (Zwickau)

c) Servicebetriebe
- Westermann Service und Beratung GmbH
- Löwen Medien Service GmbH
- Westermann Logistik GmbH

d) Westermann Medienzentren
Die Westermann Gruppe unterhält Schulbuchzentren in Berlin, Braunschweig, Dortmund, Frankfurt am Main, Hamburg, Hannover, Köln, München und Stuttgart.

## Bekannte Produkte
- Diercke – Atlanten, kartographische Erzeugnisse seit 1883[16]
- Dorn/Bader – Physiklehrwerke seit 1957
- Fara und Fu – Fibelwerk seit 1976[17]
- Hermsen – Rechnungswesen
- Linder Biologie – Biologiewerk seit 1948
- Die Reise in die Vergangenheit – Geschichtswerk seit 1957[18]
- Schmolke/Deitermann – Buchführungswerke seit 1965
- Seydlitz – Geographiewerke seit 1824
- Welt der Zahl – Mathematikwerk seit 1932/33[19]
- Antolin – Leseförderportal für die Grundschule seit 2001
- BiBox – Unterrichtsportal für die Grundschule, Sekundarstufen und die berufliche Bildung